# Гвізд
Гвізд — село в Україні, у Надвірнянській міській громаді Надвірнянського району Івано-Франківської області. Населення становить 4 тисячі осіб у 2024 році.

## Загальні дані
Віддаль до районного центру — 7 км, до залізничної станції Тарновиця — 4 км. Село лежить на річці Лукавці. Через Гвізд проходить автомагістраль Надвірна⁣ — ⁣Івано-Франківськ. Сільраді підпорядковано село Млини.
У селі є загальноосвітня школа I–III ступенів, дитячий садок «Малинка», фельдшерсько-акушерський пункт, будинок культури, бібліотека, відділення зв'язку та ощадкаса. В селі проводиться газифікація, яка станом на 2010 ще не завершена.
На території села діють греко-католицькі церкви Успіння Пресвятої Богородиці (о. Іван Гедзик), святого Миколая (о. Микола Гаврилюк) та православна церква Архистратига Михаїла (о. Любомир Траско).Також греко-католицька церква Преображення Господнього (о. Іван Гедзик) була добудована і функціонує з 2012 року.[джерело?]
Перша письмова згадка про село належить до другої половини XVIII століття.[джерело?]

## Походження назви
Є кілька версій відносно походження назви села. Одна з них припускає, що «Гвізд» походить від ранішого «Хвіст», і пов'язує назву з розташуванням села: воно тягнеться у вигляді «хвоста».
Інша версія, що в селі було багато майстрів, які вміли будувати будівлі без гвіздків. До сьогоднішніх днів збереглися пам'ятки вправності цих майстрів — це дві греко-католицькі церкви. Тому до Гвозда їхали люди, щоб замовити майстрів-будівельників.
Старожили кажуть, що в селі жив коваль, який мав золоті руки і виконував весь необхідний інвентар для господарства в тому числі і цвяхи (гвіздці). Люди з навколишніх сіл їхали купувати цвяхи і при цьому казали, що їдуть до Гвозда.
Є ще така думка, що походить назва села від старопольського слова gwozd, що означає «ліс». Ця версія має реальне підґрунтя, оскільки, територія села з усіх сторін оточена лісом.

## Історія
Географічний словник Королівства Польського (том III за 1882 рік) подає інформацію, що в селі були варильні солі, на 1798 рік занехаєні (запущені, не дійсні). Власником більшої частини села був Влодзімеж Вільчинський (Włodzimierz Wilczyński).
За даними облуправління МГБ у 1949 р. в Солотвинському районі підпілля ОУН найактивнішим було в селах Гвізд, Манява і Кричка.

## Населення

### Мова
Розподіл населення за рідною мовою за даними перепису 2001 року:
| Мова       | Кількість | Відсоток |
| ---------- | --------- | -------- |
| українська | 3441      | 100%     |

## Церква Успіння Пресвятої Богородиці
Церква Успіння Пресвятої Богородиці — дерев'яна гуцульська церква, датована 1739 роком, пам'ятка архітектури Української РСР (№ 1186). Належить парафії УГКЦ. Церква хрестоподібна в плані, однобанна з квадратним зрубом нави, реставрована у 2017 році (перекрита гонтом).
Докладніше: Церква Успіння Пресвятої Богородиці (Гвізд)

## Видатні особистості
У селі народилась і проживає українська письменниця, лауреат премії імені В. Стефаника Марія Дзюба.

## Галерея

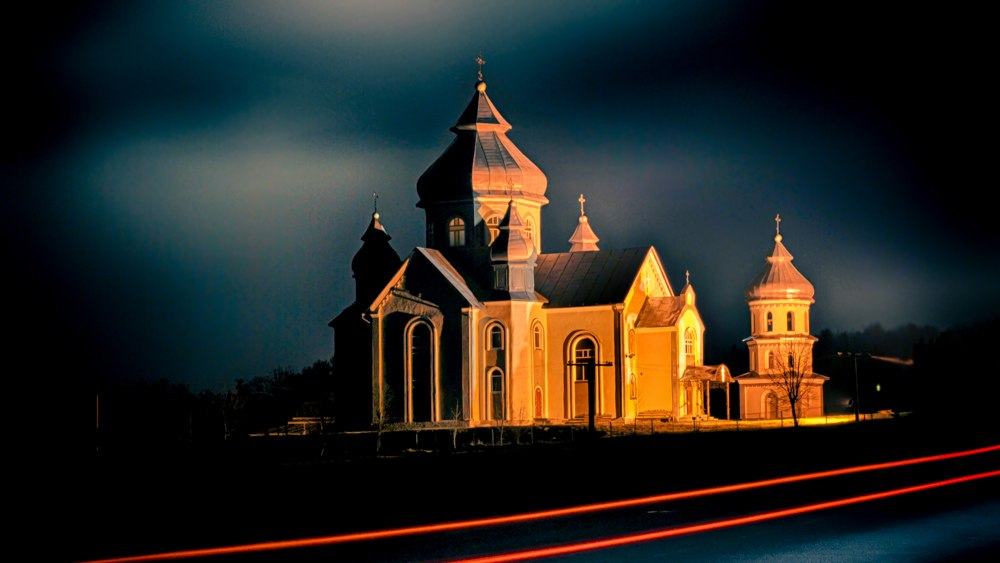
Церква Архистратига Михаїла